# Zieleniec (województwo opolskie)
Zieleniec – wieś w Polsce położona w województwie opolskim, w powiecie namysłowskim, w gminie Pokój.
W latach 1975–1998 miejscowość administracyjnie należała do ówczesnego województwa opolskiego.

## Historia
Wieś powstała z inicjatywy folwarku w 1309 roku. Obecna nazwa wsi funkcjonuje od początków jej istnienia, obok niemieckiej nazwy Grundorf lub Wald-Grundorf. W 1644 roku występuje łączna nazwa Krogulna-Grudorf, która wynikła ze sprzedaży przez braci Kotulińskich Leopoldowi von Bamier majątku obejmującego Krogulną, Zieleniec, Miejsce i Świerczów. Odtąd dzieje Krogulna i Zieleńca są połączone, co umacnia nadanie tym terenom wspólnej nazwy Stobertal w 1937 roku. W połowie XVIII wieku Zieleniec zamieszkiwali zagrodnicy, komornicy, tkacze, kowale i szklarz. Miejscowość zamieszkiwali w równych proporcjach zarówno wyznawcy religii rzymskokatolickiej jak i ewangelickiej. Dopiero po II wojnie światowej wieś zaczęła się zaludniać i nabrała znaczenia.
W latach 1908-1994 na terenie Zieleńca funkcjonowała cegielnia, która obecnie jest w stanie rozbiórki, a na jej terenie powstały zbiorniki wodne funkcjonujące pod opieką Koła Wędkarskiego „Linek”, które są rajem dla wędkarzy z całej okolicy.
5 czerwca 2010 dokonano uroczystego odsłonięcia tablicy pamiątkowej z okazji 700-lecia powstania wsi Zieleniec.

## Zabytki
Do wojewódzkiego rejestru zabytków wpisany jest:
- cmentarz komunalny z 1700 r.

## Gospodarka
Jednym z większych zakładów na terenie Zieleńca było działające do dziś Państwowe Gospodarstwo Rolne, które rozpoczęło swą działalność w 1945 roku. Zajmowało się ono produkcją roślinną, zwierzęcą oraz produkcją gorzelniczą. W związku ze zmianami ustrojowymi zostało przejęte przez Spółkę „Widawa”, w ramach restrukturyzacji państwowych gospodarstw rolnych w 1993 roku. Obecnie specjalizuje się w hodowli krów mlecznych oraz uprawie rzepaku, kukurydzy i pszenżyta.
W 1965 roku w budynku dawnej szkoły powstała Spółdzielnia Inwalidów „Perspektywa”, produkująca opakowania z folii.

## Edukacja
Szkoła w Zieleńcu rozpoczęła swą działalność w roku szkolnym 1946/47. Uczęszczały do niej dzieci z Krogulnej i Zieleńca. 4 września 1965 roku oddano do użytku nową szkołę, tzw. „Tysiąclatkę”, która istniała do 2000 roku, kiedy w wyniku reorganizacji została zlikwidowana.

## Transport
Przez wieś przebiega droga wojewódzka nr 454 (DW454) łącząca Opole z Namysłowem a także z DK45, DK46 i DK94.